# Palazzo Castellani (Roma)
Palazzo Castellani è un edificio civile situato all'angolo tra piazza di Trevi e via del Lavatore, nel rione Trevi di Roma. 

## Storia
Il palazzo fu costruito tra il 1868 e il 1869. Ospita nell'atrio una scultura di Roberto Bompiani, Saffo.
Nell'edificio hanno abitato, oltre al primo proprietario, Augusto Castellani, i suoi due figli e vi sono nati i cinque nipoti, Pompeo, Annetta, Emma, Maria e Giannina, figli di Guendalina Castellani e Pio Fabri; Pompeo Fabri è vissuto nell'edificio fino alla morte. Vi ha abitato anche il presidente Sandro Pertini.

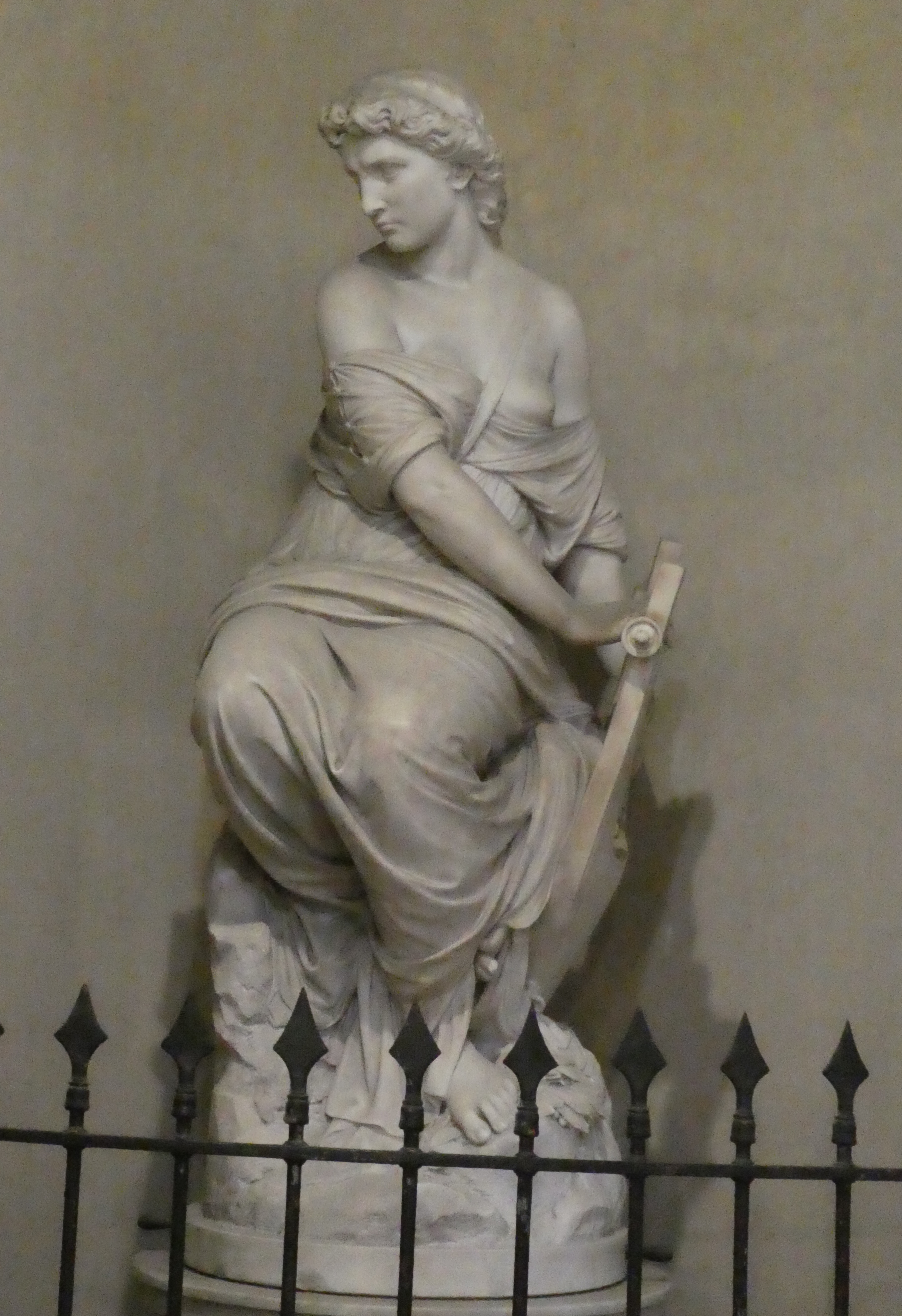
La statua di Saffo

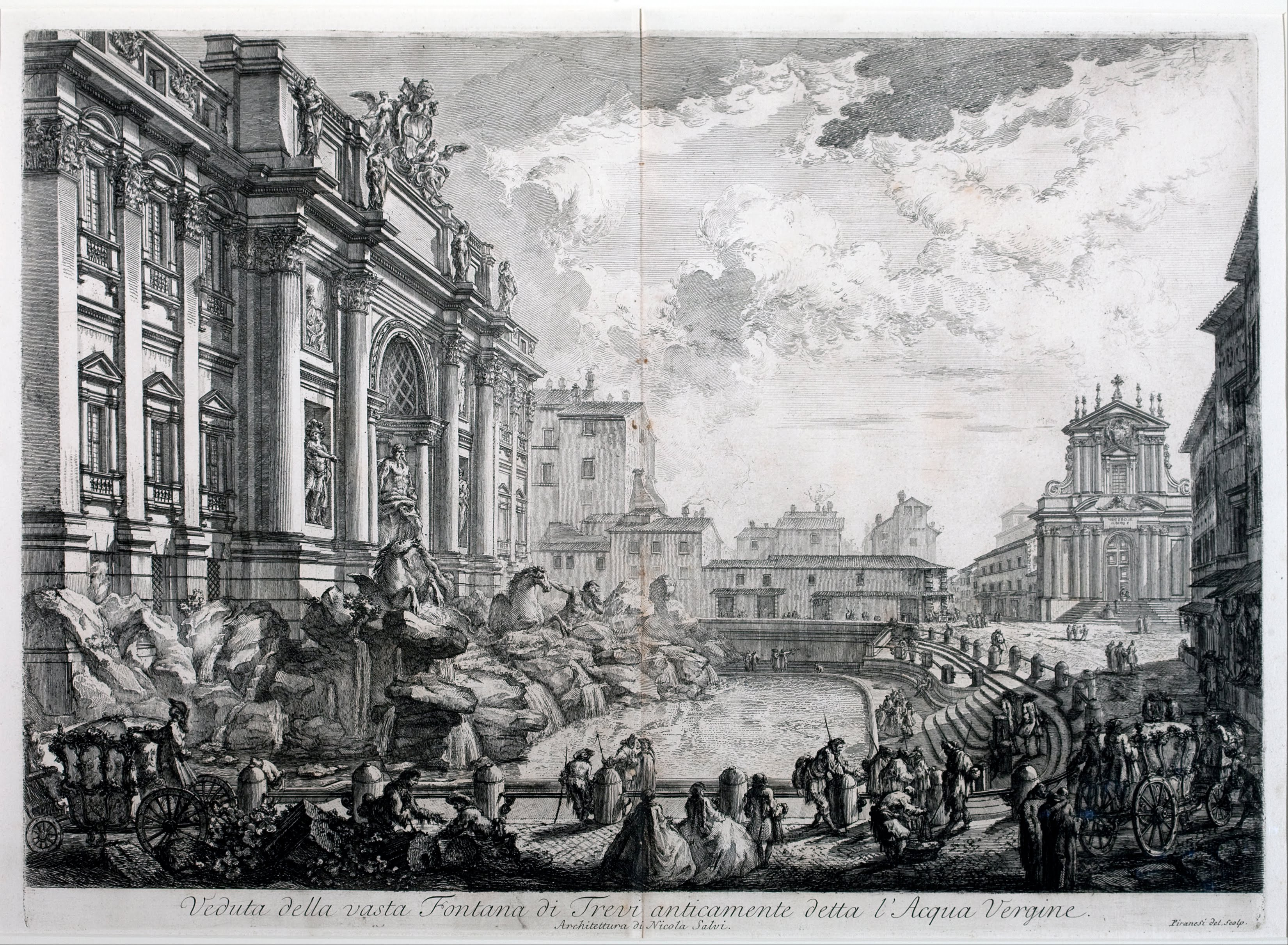
Vista di Piazza di Trevi in una incisione di Piranesi (XVIII secolo). Il palazzo verrà edificato nello spazio centrale, dove si vede un edificio basso. A destra la chiesa dei Santi Vincenzo e Anastasio a Trevi.

### Farmacia Pesci

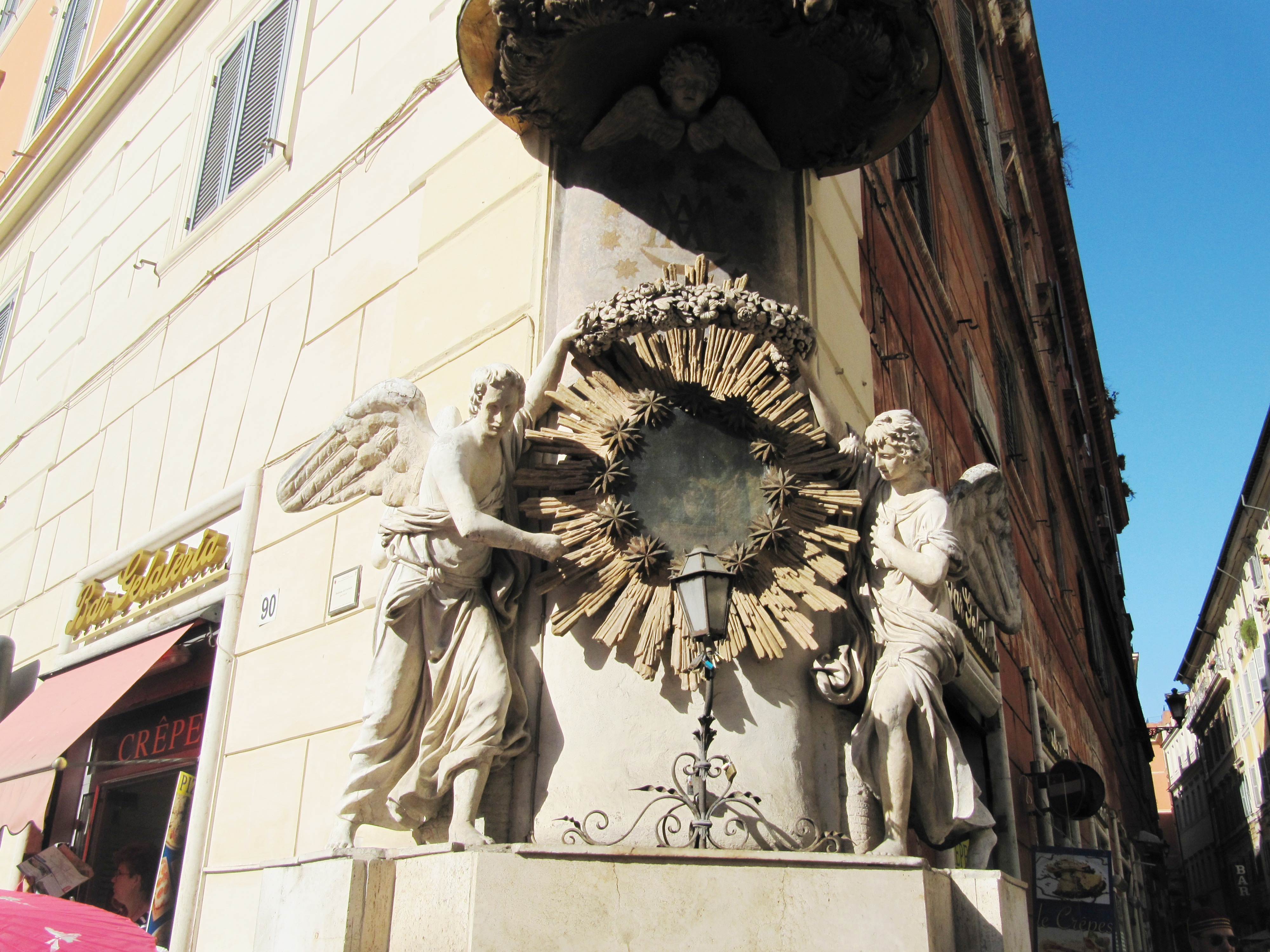
Vista della Madonna dell'Archetto all'angolo del palazzo.

Fondata nel 1552, questa farmacia è la più antica di Roma e forse in tutta Europa. Con una ricca storia, molti dei suoi mobili originali sono stati conservati. A destra dell'ingresso, sopra una base di marmo, è una grande targa di bronzo incisa con il numero 1552, forse un riferimento all'anno della fondazione della farmacia. Sul bancone ci sono due vasi di porfido con coperchio, uno dei quali avrebbe dovuto contenere, come desiderava Augusto Castellani, le ceneri di Giuseppe Garibaldi.
I mobili in noce scuro risalgono al XVIII secolo: il grande banco di vendita, con ante con piccole maniglie in ottone, e con una piccola apertura sul lato sinistro per far cadere le monete in un piccolo cassetto sottostante, gli eleganti scaffali, con 42 grandi scatole per le erbe di legno di sandalo, alcune con iscrizioni (edera terrestre, gomma arabica, senape, semi di lino) e tre vasi celesti di ceramica, sopravvissuti tra gli oltre 150 dispersi nel 1911 durante il trasferimento dalla sede precedente, sempre in Piazza di Trevi. Durante questo spostamento le "vipere essiccate", lo "spirito della deglutizione", "lo stercum diaboli" e, con ogni probabilità, molti altri ingredienti medicinali andarono persi.
Sulla parete di fondo della farmacia si trova un grande armadio settecentesco dalle linee vivaci, sormontato da un timpano con un dipinto che raffigura la Vergine col Bambino con San Francesco e San Giuseppe. Due porte, integrate ai lati, separavano il vecchio laboratorio dalla zona di vendita. Sull'altro lato del muro sono conservati vecchi oggetti e una fotografia di un cavallo di legno - l'originale è conservato in un luogo sicuro - forse scolpito da Benvenuto Cellini. Una testa d'oro, con gli occhi di fuoco e la criniera svolazzante, regge un lungo dente di narvalo come se fosse un corno. Insieme, testa e corno, danno vita all'immagine di un unicorno, una bella opera di intaglio donata alla "spetiaria" (farmacia) da Pietro Corsi e Biagio Mansueti.
L'ambiente originale in cui operava la farmacia era un'officina alchemica, dotata di bilance, alambicchi, pestelli, storte, stufe e caminetti in cui pozioni, sciroppi e tutte le medicine che la medicina dell'epoca, ancora incerta, mettevano a disposizione dei pazienti. Nel 1695, il famoso "Balsamo di Papa Innocenzo" fu preparato alla "Spetiaria e Cereria" in Piazza di Trevi.

### Madonna dell'Archetto
All'angolo tra Piazza di Trevi e Via del Lavatore si trova un'edicola votiva con una copia della famosa immagine della Madonna dell'Archetto. L'edicola è opera di Virginio Vespignani, sostenuta da due angeli e protetta da un piccolo baldacchino sorretto da un cherubino. 
Il dipinto originale è nella cappella della Madonna dell'Archetto, in Via di San Marcello, anche questa opera di Vespignani.